# 17th/21st Lancers

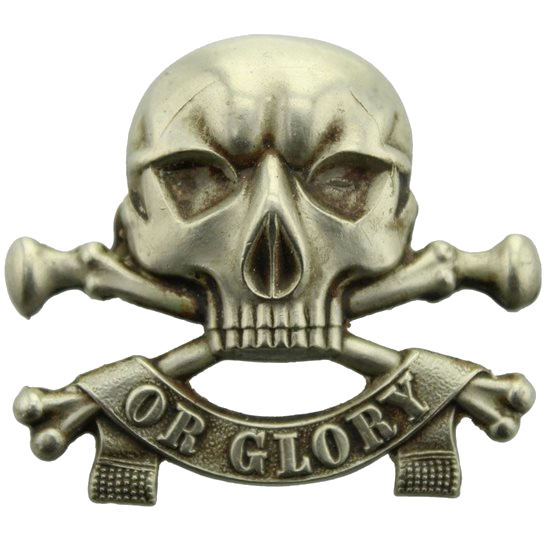
Mützenabzeichen der 17th/21st Lancers

Die 17th/21st Lancers waren ein Kavallerieregiment der britischen Armee, das von 1922 bis 1993 bestand.

## Geschichte

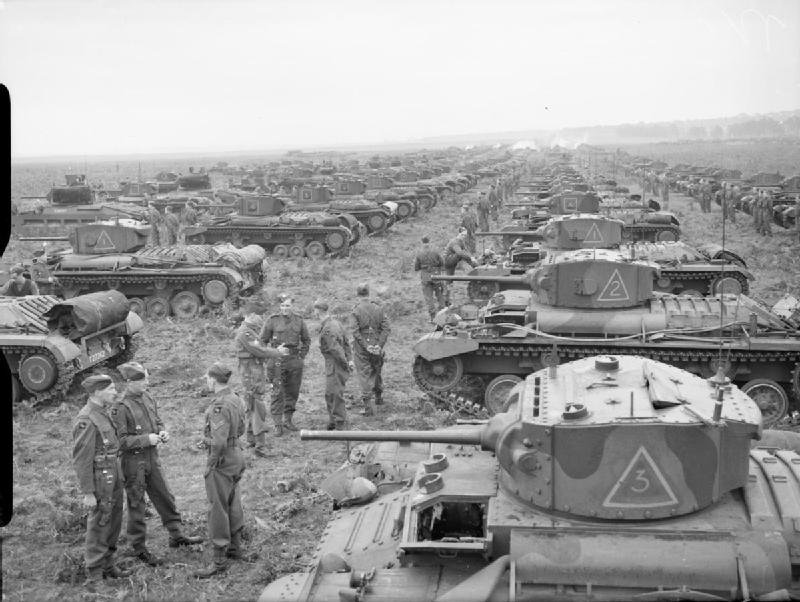
Valentine-Panzer der 17th/21st Lancers, 1941

Das Regiment wurde am 27. Juni 1922 in Tidworth in Wiltshire gegründet, durch Verschmelzung der 17th Lancers (Duke of Cambridge’s Own) mit den 21st Lancers (Empress of India’s).
1927 schaffte die britische Armee die Lanze als Kriegswaffe ab, doch erst 1938 wurde das Regiment mechanisiert, das heißt mit Panzern ausgestattet. Die Einheit wurde später Teil des Royal Armoured Corps.
Seit 1930 in Britisch-Indien stationiert, wurde das Regiment bei Ausbruch des Zweiten Weltkriegs im September 1939 wurde das Regiment nach England zurückversetzt und bereitete sich dort auf die befürchtete deutsche Invasion vor. Das Regiment war zu diesem Zeitpunkt mit den Infanterieunterstützungspanzern Valentine und Matilda ausgestattet. Aus dem Personal des Regiments wurde im Dezember 1940 ein Teil ausgegliedert, der den Stammkader des neugegründeten Regiments der 24th Lancers bildete, das bis 1944 bestand.
Ende 1940 schlossen sich die 17th/21st Lancers der 6th Armoured Division an. Sie blieben bis November 1942 in Großbritannien und bekam die Matilda- durch Crusader-Panzer ersetzt und wurden dann bis Mai 1943 bei der Eroberung von Tunesien eingesetzt. Nachdem das Regiment in der Schlacht am Kasserinpass im Februar 1943 schwere Verluste erlitten hatte, wurden die Valentine- durch M4A2 Sherman-Panzer ersetzt. Nachdem es beim Angriff auf den Fondouk-Pass im April 1943 erneut schwere Verluste erlitten hatte, blieb das Regiment ab Mai 1943 außer Gefecht, bis es im März 1944 für die Angriffe auf die Gustav-Linie nach Italien verlegt wurde. Dort nahm es am weiteren Italienfeldzug teil und war bei Kriegsende im Mai 1945 bis nach Österreich vorgestoßen.
Unmittelbar nach dem Krieg war das Regiment in Griechenland, der Suezkanalzone und Mandatsgebiet Palästina stationiert, um Friedens- und Besatzungsaufgaben zu übernehmen. In dieser Zeit wurde das Regiment auf leichte Panzerwagen umgerüstet. In den 1950er und 1960er Jahren war es unter anderem als Garnison in Deutschland und Hongkong stationiert und der Einsatz während des „Aden Emergency“ (1963–1967) zeitweise im Südjemen eingesetzt. 1968 diente es erstmals in Nordirland und kehrte in den folgenden Jahrzehnten mehrmals für Sicherheitsaufgaben dorthin zurück. Weitere Einsätze in Deutschland (Detmold und Münster) folgten. Sein letzter Auslandseinsatz bestand in der Bereitstellung von zwei Schwadronen für den Golfkrieg (1990–1991).
Am 25. Juni 1993 wurde das Regiment mit den 16th/5th The Queen’s Royal Lancers zu den Queen’s Royal Lancers verschmolzen. Diese wurden 2015 mit den 9th/12th Royal Lancers (Prince of Wales’s) zu den Royal Lancers verschmolzen. Die Royal Lancers führen die Traditionen der 17th/21st Lancers bis heute weiter.

## Colonels
Colonel-in-Chief des Regiments war:
- 1969–1993: Princess Alexandra

Colonel of the Regiment waren:
- 1922–1926 (17th Lancers): Field Marshal Douglas Haig, 1. Earl Haig
- 1922–1938 (21st Lancers): General Sir Herbert Alexander Lawrence
- 1938–1947: Lieutenant-General Sir Bertie Drew Fisher
- 1947–1957: Field Marshal Sir Richard Amyatt Hull
- 1957–1965: Brigadier Richard Gustavus Hamilton-Russell
- 1965–1975: Major-General Ronald Edward Coaker
- 1975–1983: Colonel Michael Colvin Watson
- 1983–1988: Brigadier John Warner Turner
- 1988–1993: Colonel Robert Shaun Longsdon

## Battle Honours
Zusätzlich zu den Battle Honours, die das Regiment von seinen beiden Vorgängerregimentern weiterführte, wurden dem Regiment folgende Battle Honours verliehen (englische Originalbezeichnungen):
- Tebourba Gap
- Bou Arada
- Kasserine
- Thala
- Fondouk
- El Kourzia
- Tunis
- Hammam Lif
- North Africa 1942–43
- Cassino II
- Monte Piccolo
- Capture of Perugia
- Advance to Florence
- Argenta Gap
- Fossa Cembalina
- Italy 1944–45